# Mängelwesen
Das Mängelwesen ist ein von Arnold Gehlen geprägter und in seinem 1940 erschienenen ersten Hauptwerk Der Mensch. Seine Natur und seine Stellung in der Welt in die Philosophische Anthropologie eingeführter Begriff, der den Menschen anderen Spezies als physisch und morphologisch unterlegen darstellt. Diese Nachteile seien Gehlen zufolge biologische Unangepasstheiten des Menschen an seine natürliche Umwelt. Um trotzdem überleben zu können, schaffe der Mensch als „Prometheus“ die Kultur als Ersatz-Natur oder „zweite Natur“.
Im Erziehungswesen findet sich die Vorstellung eines Mängelwesens bereits seit den Lateinschulen des Hochmittelalters in dem Begriff des „homo educandus“ und in der für den Heranwachsenden daraus abgeleiteten Bezeichnung Educandus. Der Edukand oder Zögling, der noch einer Erziehung bedarf, wird dabei in Relation zum reifen Erwachsenen in seiner Entwicklung als defizitär eingestuft.

## Mängel des Menschen
In seinen anthropologischen Überlegungen zählt Gehlen sowohl körperliche als auch psychisch-geistige Unangepasstheiten an die Umwelt auf. Zu den körperlichen Mängeln gehören zum Beispiel das Fehlen von Angriffsorganen (Klauen, geeignetem Gebiss), eines Körperbaus, der eine schnelle und ausdauernde Flucht ermöglichen könnte (z. B. durch vier Beine oder eine hohe Sprungkraft), sowie seine Schutzlosigkeit gegenüber der Witterung (durch unzureichende Körperbehaarung). Für psychische Nachteile hält er den „fast lebensgefährlichen Mangel an echten Instinkten“ und die Reizüberflutung, die eine erhebliche Belastung darstelle. Gehlen kommt daher zu dem Schluss, dass der Mensch innerhalb natürlicher Bedingungen „inmitten der gefährlichsten Raubtiere“ schon längst ausgerottet sein müsste.
Da der Begriff seit der ersten Auflage 1940 zu Missverständnissen und Fehlinterpretationen Anlass gab, hat Gehlen ab der vierten Auflage 1950 eine Klarstellung vorgenommen:

„Wenn der Mensch hier und in dieser Beziehung, im Vergleich zum Tier als ‚Mängelwesen‘ erscheint, so akzentuiert eine solche Bezeichnung eine Vergleichsbeziehung, hat also nur einen transitorischen Wert, ist kein ‚Substanzbegriff‘. Insofern will der Begriff gerade das, was H. Freyer (Weltgeschichte Europas, 1949, I, p. 169) gegen ihn einwendet: ‚Man setzt den Menschen fiktiv als Tier, um dann zu finden, daß er als solches höchst unvollkommen und sogar unmöglich ist.‘ Eben das soll der Begriff leisten: die übertierische Struktur des menschlichen Leibes erscheint schon in enger biologischer Fassung im Vergleich zum Tier als paradox und hebt sich dadurch ab. Selbstverständlich ist der Mensch mit dieser Bezeichnung nicht ausdefiniert, aber die Sonderstellung [des Menschen] bereits in enger, morphologischer Hinsicht markiert.“

Und er fährt fort:

„Der Grundgedanke ist der, daß die sämtlichen ‚Mängel‘ der menschlichen Konstitution, welche unter natürlichen, sozusagen tierischen Bedingungen eine höchste Belastung seiner Lebensfähigkeit darstellen, vom Menschen selbsttätig und handelnd gerade zu Mitteln seiner Existenz gemacht werden, worin die Bestimmung des Menschen zu Handlung und seine unvergleichliche Sonderstellung zuletzt beruhen.“

## Schaffung der Kultur
Die genannten Mängel der Reizüberflutung bieten dem Mängelwesen Mensch aber auch Vorteile. Durch seine „Weltoffenheit“ wird der Mensch dazu gezwungen, „sich [zu] entlasten, d. h. die Mängelbedingungen seiner Existenz eigentätig in Chancen seiner Lebensfristung um[zu]arbeiten“. Anstatt sich seiner Umwelt anzupassen, was aufgrund seiner physischen Eigenschaften oft nicht möglich ist, verändert er selbige, sodass sie seinen Zwecken dienlich ist.
Der Mensch kann also nur durch die Umwandlung der Natur in eine Ersatz-Natur überleben. Darüber hinaus ist es ihm möglich, da er ein nicht spezialisiertes Wesen ist, unter verschiedensten Bedingungen zu leben. Die von ihm als „Prometheus“ erschaffene Ersatz-Natur bezeichnet Gehlen als Kultur.

## Institutionenlehre
Politisch zog Gehlen diese – nicht unumstrittene – Diagnose von der Mangelhaftigkeit der menschlichen Ausstattung heran, um die Legitimität staatlicher Ordnung und überlieferter Tradition zu belegen. Der Mensch sei grundlegend ein „institutionenbedürftiges“ Wesen, wobei es nicht primär darauf ankomme, wie diese Institutionen genau aussähen. Wichtig sei ihre Stabilisierungsfunktion, weshalb es gelte, die bestehenden Institutionen grundsätzlich gegen Angriffe und Zersetzung zu verteidigen. Dieser Aspekt der Lehre vom Mängelwesen gewann nach der Publikation von Der Mensch an Bedeutung und wird v. a. in den späteren Auflagen wie auch in Urmensch und Spätkultur (1956) gegenüber den Vorteilen der „Weltoffenheit“ stärker betont.

## Herder als Stichwortgeber und Vorläufer
Die Idee des Mängelwesens Mensch stammt ursprünglich von Johann Gottfried Herder. In seiner 1772 veröffentlichen Abhandlung über den Ursprung der Sprache schreibt er:

„Daß der Mensch den Tieren an Stärke und Sicherheit des Instinkts weit nachstehe, ja daß er das, was wir bei so vielen Tiergattungen angeborene Kunstfähigkeit und Kunsttriebe nennen, gar nicht habe, ist gesichert.“

Er kommt dann aber zu dem Schluss:

„Mit einer so zerstreuten, geschwächten Sinnlichkeit, mit so unbestimmten, schlafenden Fähigkeiten, mit so geteilten und ermatteten Trieben geboren, offenbar auf tausend Bedürfnisse verwiesen, zu einem großen Kreise bestimmt – und doch so verwaiset und verlassen, daß es selbst [das menschliche Kind] nicht mit einer Sprache begabt ist, seine Mängel zu äußern – Nein! ein solcher Widerspruch ist nicht die Haushaltung der Natur. Es müssen statt der Instinkte andre verborgne Kräfte in ihm schlafen.“

Und:

„Lücken und ‚Mängel‘ können doch nicht der Charakter seiner Gattung sein.“

Hier klingt das von Gehlen in Der Mensch verfolgte und umgesetzte Programm schon an: die Beschreibung des Menschen als „Fähigkeitswesen“ (auch wenn Gehlen diesen Ausdruck selber nicht verwendet).

## Das Menschenbild in der Pädagogik

### Der Heranwachsende als Mängelwesen
Die wissenschaftliche Charakterisierung als „homo educandus“ kennzeichnet den Menschen allgemein als ein Mängelwesen, das der Erziehung bedarf, um zur vollmenschlichen Reife gelangen zu können. Diese Vorstellung hat die pädagogische Anthropologie und ihr erzieherisches Denken und Handeln seit den Gelehrtenschulen des Hochmittelalters bis in die Gegenwart hinein beherrscht. Sie spiegelt sich auch in einer Kernaussage des Pädagogen und Didaktikers Johann Amos Comenius (1592–1670) in Kapitel VI seiner im Jahre 1632 erschienenen „Didactica magna“: „Der Mensch kann nur Mensch werden, wenn er unterwiesen wird.“
Bereits seit den Lateinschulen wurde die Mängelvorstellung aber nur Kindern und Jugendlichen zugeordnet. Die Heranwachsenden wurden als die eigentlichen Repräsentanten des „homo educandus“ verstanden und als Edukanden (von lateinisch educandus ‚zu Erziehender‘) oder Zöglinge bezeichnet. Ihr Status war der von „unfertigen“ „Noch-nicht-Erwachsenen“. Er begründete sich aus der Relation zum Reifestatus der bereits mündigen, rechtsfähigen, eigenverantwortlichen Erwachsenen, wie sie ihre Erziehungsberechtigten, Eltern, Lehrer, Vorgesetzten darstellten. Die Einstufung als ‚Minderleister’ resultierte aus der im Vergleich zum ausgewachsenen Menschen noch unfertigen physischen, emotionalen, intellektuellem und sozialen Entwicklung, die es erforderlich machte, die noch unreifen Mängelwesen über Bildung und Erziehung durch dazu berufene Erzieher zu vollwertigen Mitgliedern der Gesellschaft zu machen.
Noch in der Gegenwart werden Kindheit und Adoleszenz in Erziehung und Rechtsprechung weithin als eine Übergangsphase gesehen, in der angesichts der Entwicklungsrückstände noch keine oder zumindest nur eine mangelnde Schuldfähigkeit selbst bei schweren Vergehen zuerkannt wird. Im Bereich der Verkehrssicherheit wird die Einstufung des Kindes als Mängelwesen etwa in Slogans wie ‚Kinder haben keine Bremse’ deutlich, die in Buchtiteln, Lehrfilmen und Transparenten zu Schulbeginn Verbreitung finden sowie in der Auflistung von Fehlern und Mängeln in Aufklärungsbroschüren, die Kindern die Fähigkeit zu einer Eigensicherung weitestgehend absprechen.
Im Gefolge dieser anthropologischen Einschätzung besteht die Gefahr, Kinder und Jugendliche in ihren Potenzialen zu unterschätzen, ihnen zu wenig Raum zur Selbstgestaltung ihrer Lebensvorstellungen zu lassen und sie zum „Objekt“ der Erziehungsmaßnahmen zu machen, indem sich die Erziehungsberechtigten nicht nur für ihre Sicherheit, sondern auch für die Ausrichtung und den Erfolg ihres Lebenswegs zuständig fühlen (Stichworte Helikoptereltern, Elterntaxi).

### Der Heranwachsende als Fähigkeitswesen
Mit der Ausrufung des „Jahrhunderts des Kindes“ und dem Denkanstoß einer „Erziehung vom Kinde aus“ (Ellen Key, Maria Montessori, Berthold Otto u. a.) vollzog sich ein Umdenken in der Form, dass Heranwachsende weniger von einem Negativaspekt, von dem, was sie noch nicht beherrschten, als mehr unter dem positiven Gesichtspunkt des ‚Schon-Könnens’ betrachtet wurden. Anders als über Jahrhunderte gedacht, wird das Kind nach dieser Vorstellung nicht erst durch Erziehung zum Menschen gemacht. Es ist bereits ein vollgültiger Mensch. Kindheit und Adoleszenz werden als vollwertige eigenständige Lebensphasen gesehen und das Kind nicht mit seinen Mängeln, sondern mit seinen Fähigkeiten in den Mittelpunkt des Interesses gestellt.
So formulierte der Reformpädagoge Berthold Otto etwa am Beispiel der Sprachfindung: „Jeder Angehörige dieser nächsten Generation hat die Schaffung der Sprache neu zu leisten. Daher ist die Sprache der Sechsjährigen, der Zehnjährigen, eine vollendete Sprache, kein Mangelgebilde, sondern eine Altersmundart, die auch der Erwachsene sprechen muß, wenn er von seinem Gegenüber verstanden werden will,“ und der Didaktiker Siegbert A. Warwitz bemerkte:

„Das Kind ist nicht hinreichend als unfertiger Erwachsener verstehbar, kann nicht persönlichkeitsgerecht vom späteren Erwachsensein her betrachtet werden. Es ist in vielen Bereichen dem Erwachsenen sogar überlegen. So müssten Erwachsene in umgekehrter Blickrichtung, vom Kinderstandpunkt aus, angesichts ihres Verlusts an Spontaneität, Bewegungsreichtum, Bewegungsdrang, Beweglichkeit, Phantasie, Ungezwungenheit, Unverstelltheit, Lernfähigkeit und vieler anderer sensitiver, motorischer, kognitiver Fähigkeiten […] mit gleichem Recht als ‚Mängelwesen’ gelten. Die meisten Erwachsenen bewegen sich in der Welt der Kinder nicht minder unbeholfen als diese in der Welt der Erwachsenen. Erwachsene müssen häufig erst wieder lernen, das Kind als anders strukturierte, in sich stimmige, durchaus zu Selbstständigkeit fähige Persönlichkeit mit eigenen Bedürfnissen, Fähigkeiten, Erlebnisweisen, Erfahrungen wahrzunehmen und ernstzunehmen.“

Mit der anthropologischen Neuorientierung zu einer Menschenbildung, die weniger die Mängel als die bereits vorhandenen Fähigkeiten des Kindes in den Blick nahm, wurde das Kind zunehmend vom ‚Objekt’ zum „Subjekt“ seiner eigenen Entwicklungsgestaltung. Der Erziehungsprozess veränderte sich als Hilfe zur Selbstgestaltung des eigenen Lebensweges. Kindheit und Jugend wurden nicht länger als bloßer Übergang, sondern als vollwertige eigene Lebensphasen erkannt, die es auszuleben gilt. Es wurde begriffen, dass bereits Kinder in ihrem eigenen Lebensumfeld voll autonom und verantwortungsbewusst entscheiden und agieren können und substanzielle Beiträge zur eigenen Entwicklung leisten können:
Mit seiner Methode „Vom Spielraum zum Verkehrsraum“ konnte Warwitz in einer Reihe von Schulversuchen beispielhaft nachweisen, dass sich bereits Erstklässler in dem elementaren Gefahrenbereich Verkehr nicht auf die Rolle von hilflosen Mängelwesen reduzieren lassen: Ausgehend von ihrem ureigenen Erlebnis- und Erfahrungsfeld Spiel und der „Umdeutung des Spielraums zum Verkehrsraum, der Spielmittel zu Verkehrsmitteln, der Spielpartner zu Verkehrspartnern, der Spielregeln zu Verkehrsregeln und der Spielstrafen zu Verkehrsstrafen“, gelang es den Kindern unter sachkundiger Begleitung, nicht nur verkehrstaugliche eigene Verkehrszeichen und Verkehrsregeln zu entwerfen, sondern sogar aus einem ursprünglichen „Chaosverkehr“ nach und nach einen kompletten geregelten Kreuzungsverkehr mit Fußgängern und Radfahrern zu entwickeln. In weiteren Projekten konnte gezeigt werden, dass Erstklässler durchaus dazu fähig sind, sich unter Anleitung ihren Schulweg selbst zu erarbeiten und die Selbstsicherung über ein eigenes Schulwegspiel zu trainieren.